# Maltypus palupuhensis
Maltypus palupuhensis es una especie de coleóptero de la familia Cantharidae.

## Distribución geográfica
Habita en  Indonesia.